# Paulik Antal
Paulik Antal (szlovákul Anton Paulik, Békéscsaba, 1963. március 1.) magyarországi szlovák levéltáros, köztisztviselő. 2006-ban a Nemzeti és Etnikai Kisebbségi Hivatal megbízott elnöke. 2018-tól az Országgyűlés szlovák szószólója.

## Életpályája
Békési szlovák családból származik, az általános iskolát Kétsopronyban, illetve Békéscsabához járta ki, majd 1977-ben felvették a békéscsabai Szlovák Tanítási Nyelvű Gimnáziumba, ahol 1981-ben érettségizett. 1982-ben felvették a pozsonyi Comenius Egyetem Bölcsészettudományi Kar történész szakára, ahol 1986-ban szerezte meg diplomáját. Ezt követően az Új Magyar Központi Levéltárban kezdett el levéltárosként dolgozni, majd 1989-ben a Csehszlovák Kulturális és Tájékoztató Központhoz ment, ahol tolmácsként tevékenykedett. 1996-ban került a közigazgatásba, a Művelődési és Közoktatási Minisztériumban volt előbb szlovák referens, majd osztályvezető. 1998-ban a Nemzeti és Etnikai Kisebbségi Hivatalba került főosztályvezetői beosztásban, az oktatási, valamint a magyarországi szlovákok és lengyelek ügyei tartoztak hozzá. 1999-ben szerzett közigazgatási szakvizsgát. 2006 végén Kiss Péter kancelláriaminiszter kinevezte a Hivatal megbízott elnökévé. Tisztségét az év végéig viselte, amikor a hivatalt beolvasztották a Miniszterelnöki Hivatalba. Paulik a MeH nemzeti és etnikai kisebbségi főosztályához került, ahol főigazgató-helyettesi beosztásban dolgozott. 2010-ben a Közigazgatási és Igazságügyi Minisztérium nemzetiségi kapcsolatok főosztályának lett helyettes vezetője. 2012-ben az Emberi Erőforrások Minisztériuma nemzetiségi főosztályának vezetését vette át, majd 2016-ban az Emberi Erőforrás Támogatáskezelő egyházi és nemzetiségi támogatások osztálya vezetőjévé nevezték ki.
A rendszerváltás után aktív részese lett a magyarországi szlovák közéletnek. 1989-ben alapítói között volt a Magyarországi Szlovák Fiatalok Szervezetének, amelynek 1997-ig elnöke is volt. 2017-ben távozott az államigazgatásból, és az Országos Szlovák Önkormányzat kabinetvezetője lett. A 2018-as országgyűlési választáson a szlovák nemzetiségi lista első helyén indult, és ennek okán megválasztották az Országgyűlés szlovák nemzetiségi szószólójává.